# Metacritic
A Metacritic egy olyan weboldal, ami zenei albumok, videójátékok, filmek, TV műsorok és DVD-k értékeléseit gyűjti össze. Ezen értékelések átlagpontszáma adja a Metascore-t.
A kritikai weboldalak ötös vagy százas skálán pontozzák a szoftvereket, ezek adják azt a Metascore-t, melyet megjelenítenek a játék mellett. A felhasználóknak is lehetőségük van pontozni a tartalmat egy tízes skálán, ezt a Metacritic külön jeleníti meg a szavazatok átlagának formájában.

## Története
A Metacriticet 2001 januárjában indította el Marc Doyle, Julie Doyle Roberts és Jason Dietz. 2005-ben eladták a weboldalt a CNET-nek.

## Metascore
| Besorolás                 | Besorolás             | Videójátékok | Filmek/televízióműsorok/zene |
| ------------------------- | --------------------- | ------------ | ---------------------------- |
|                           | Általánosan elismert  | 90–100       | 81–100                       |
| Általában kedvelt         | 75–89                 | 61–80        |                              |
|                           | Megosztó vagy átlagos | 50–74        | 40–60                        |
|                           | Általában nem kedvelt | 20–49        | 20–39                        |
| Túlnyomórészt nem kedvelt | 0–19                  | 0–19         |                              |

2015 őszén a legmagasabban besorolt videójáték a The Legend of Zelda: Ocarina of Time volt (99 metascore).